# Єналдієв Тамерлан Борисович
Єналді́єв Тамерла́н Бори́сович (нар. 6 грудня 1966, Владикавказ, СРСР) — російський та південно-осетинський військово-політичний діяч, походний отаман терського козацького війська. Заступник міністра оборони самопроголошеної республіки Південна Осетія. Учасник війни на сході України.

## Життєпис
20 липня Тамерлана Єналдієва було взято у полон бійцями батальйону «Айдар» в ході антитерористичної операції на сході України, хоча сам Єналдієв заперечував, що брав участь у бойових діях. При затриманні у нього було знайдено зброю та документи, що свідчать про закупівлю коштовних ліків для сепаратистів. За словами командира батальйону Сергія Мельничука розглядалася можливість обміну Єналдієва на українську льотчицю Надію Савченко.